# Euphorbia lomelii
Euphorbia lomelii är en törelväxtart som beskrevs av Victor W. Steinmann. Euphorbia lomelii ingår i släktet törlar, och familjen törelväxter. Inga underarter finns listade i Catalogue of Life.